# Кульпович Артур Олександрович
Кульпович Артур Олександрович — співак, музикант, письменник, композитор, лауреат низки музичних конкурсів.

## Біографія
Народився 29 жовтня 1979 року в м. Першотравенськ (Дніпропетровська обл.). Закінчив КНУКіМ (факультет режисури) у 2002 р. Вже в студентські роки прославився, як епатажний клубний співак.
Наприкінці дев'яностих відбувся творчий злет Артура. Йому вдалося перемогти на кількох фестивалях. У 1997 р. дуже скандальну славу здобув його перший відеокліп «Де ти є?!»]. У 1999 р. вийшов його перший альбом «Затемнення сонця».
У 2000—2003 рр. активно працювало продюсерське агентство Кульповича — Приватне підприємство «Рекламно-продюсерський центр „Артур Мюзік“», яке заснувала тогочасний продюсер Кульповича — Соколова (Блажеєва) Олена Борисівна.
У 2000—2001 рр. разом з Костянтином Гнатенком був ведучим телепрограми «Балаганчик» на ТВ-Табачук, яка була присвячена вітчизняному шоу-бізнесу.
У 2001 р. вийшов другий альбом «Апельсинові квіти».
На слова та музику Кульповича (у багатьох випадках — написаних Артуром у співавторстві з Алексом Бездолею, Олександром Бригинцем, Ігорем Баланом та іншими) створено пісні для таких зірок, як Анжеліка Рудницька (франкомовний альбом «Anru/Анру», записаний у 2008 р.), Віктор Павлік (пісня «Вега»), та інших. У 2001 р. Кульпович презентував нову дискотечну шоу-програму «Mon Ami Mon Amour» («Мій друг моя любов»).

У 2006 р. вийшов франкомовний альбом «Mon Ami». У цей же час Артур активно працював у складі «Театру Андрія Данилко», актором якого він став.
У 2010 р. вийшов його четвертий альбом «Потопчи траву!».
Також у 2010 р. Кульпович видав російськомовну книгу оповідань «Основы порно в старших классах».

## Дискографія
- Затемнення сонця (1999)
- Апельсинові квіти (2001)
- «Mon Ami» (2006)
- Потопчи траву (2010)

## Відео
- 1997 — «Де ти є?»
- 1999 — «Жалю мій, жалю»
- 2003 — «Апельсинные цветы»
- 2010 — «Я тебе іще побачу»